# Associazione Calcio Femminile Agliana 1997-1998
Questa voce raccoglie le informazioni riguardanti l'Associazione Calcio Femminile Agliana nelle competizioni ufficiali della stagione 1997-1998.

## Rosa
Come da sito calciodonna.it.
| N. |                   | Ruolo | Calciatrice        |
| -- | ----------------- | ----- | ------------------ |
|    | Italia (bandiera) | P     | Valentina Cesare   |
|    | Italia (bandiera) | P     | Elisa Forlucci     |
|    | Italia (bandiera) | D     | Rossella Afflitto  |
|    | Italia (bandiera) | D     | Francesca Ascani   |
|    | Italia (bandiera) | D     | Tiziana Carta      |
|    | Italia (bandiera) | D     | Chiara Chiama      |
|    | Italia (bandiera) | D     | Simona Del Carlo   |
|    | Italia (bandiera) | D     | Silvia Nannini     |
|    | Italia (bandiera) | D     | Emma Iozzelli      |
|    | Italia (bandiera) | D     | Francesca Tognozzi |
|    | Italia (bandiera) | D     | Silvia Nannini     |

| N. |                   | Ruolo | Calciatrice          |
| -- | ----------------- | ----- | -------------------- |
|    | Italia (bandiera) | C     | Monica Colombino     |
|    | Italia (bandiera) | C     | Caterina Di Costanzo |
|    | Italia (bandiera) | C     | Michela Iacomini     |
|    | Italia (bandiera) | C     | Romina Plini         |
|    | Italia (bandiera) | C     | Francesca Ferrari    |
|    | Italia (bandiera) | C     | Veronica Tardelli    |
|    | Italia (bandiera) | A     | Silvia Fiorini       |
|    | Italia (bandiera) | A     | Lucia Lindura        |
|    | Italia (bandiera) | A     | Marina Mickaelles    |
|    | Italia (bandiera) | A     | Ilaria Pizzichi      |

## Calciomercato

### Sessione estiva
| Acquisti | Acquisti           | Acquisti     | Acquisti   |
| R.       | Nome               | da           | Modalità   |
| -------- | ------------------ | ------------ | ---------- |
| D        | Tiziana Carta      | Firenze      | definitivo |
| D        | Simona Del Carlo   | Sant'Alessio | definitivo |
| D        | Francesca Tognozzi | Firenze      | definitivo |
| C        | Veronica Tardelli  | Sant'Alessio | definitivo |
| A        | Marina Mickaelles  | Boston       | definitivo |

| Cessioni | Cessioni          | Cessioni | Cessioni   |
| R.       | Nome              | a        | Modalità   |
| -------- | ----------------- | -------- | ---------- |
| C        | Barbara La Monica | Pisa     | definitivo |

## Risultati

### Serie A

#### Girone di andata
| Agliana 27 settembre 1997 1ª giornata | Agliana | 5 – 2 | Fiammamonza | Stadio comunale Germano Bellucci |

| 4 ottobre 1997 2ª giornata | Sarzana | 2 – 1 | Agliana |  |

| Agliana 11 ottobre 1997, ore 15:30 CEST 3ª giornata | Agliana | 3 – 2 | Sporting Segrate 92 | Stadio comunale Germano Bellucci |

| Arbitro: | Tiziana Calamosca (Bologna) |

|                                               |           |                            |
| Ulivieri 1’, 30’ Sberti 55’, 61’ Baldelli 59’ | Marcatori | 70’ Colombino 80’ Pizzichi |

| Lugo 25 ottobre 1997, ore --:-- CEST 5ª giornata | Lugo Zambelli | 1 – 3 | Agliana |  |

| Agliana 1º novembre 1997, ore --:-- CET 6ª giornata | Agliana | 1 – 0 | Lazio CF | Stadio comunale Germano Bellucci |

| 8 novembre 1997, ore --:-- CET 7ª giornata | Torino | 0 – 0 | Agliana |  |

| Agliana 29 novembre 1997, ore --:-- CET 8ª giornata | Agliana | 0 – 4 | Modena | Stadio comunale Germano Bellucci |

| Sassari 6 dicembre 1997, ore --:-- CET 9ª giornata | Torres Fo.S. | 0 – 2 | Agliana | Stadio Acquedotto |

| Agliana 13 dicembre 1997, ore --:-- CET 10ª giornata | Agliana | 0 – 0 | ACF Milan | Stadio comunale Germano Bellucci |

| Castel di Lama 6 dicembre 1997, ore --:-- CET 11ª giornata | Autolelli Picenum | 0 – 0 | Agliana |  |

| Arbitro: | Guitaldi (Roma) |

|                                                                        |           |                                |
| Fiorini 6’, 66’, 84’ (rig.), 87’ (rig.) D'Amico 48’ (aut.) Nannini 74’ | Marcatori | 4’, 77’ Celentano 36’ Ranavolo |

| Arbitro: | Balestra (Forlì) |

|  |           |                                                               |
|  | Marcatori | 5’ Pizzichi 30’, 46’, 60’, 66’, 67’ Fiorini 90’ (aut.) Rivola |

| Arbitro: | Gaddoni (Imola) |

|                    |           |  |
| Fiorini 81’ (rig.) | Marcatori |  |

| Arbitro: | Bravi (Macerata) |

|              |           |  |
| Costanzo 67’ | Marcatori |  |

#### Girone di ritorno
| Arbitro: | Faraguna (Trento) |

|             |           |                    |
| Cordone 18’ | Marcatori | 74’, 90+4’ Ferrari |

| Arbitro: | Boem (Gallarate) |

|  |           |           |
|  | Marcatori | 46’ Musti |

| Segrate 14 febbraio 1998, ore 14:30 CET 18ª giornata                                 | Sporting Segrate 92 | 2 – 3 referto              | Agliana |  |
| \| \| \| \| \| Miravalli 12’ Viole 55’ \| Marcatori \| 20’ Plini 22’, 52’ Fiorini \| |                     |                            |         |  |
|                                                                                      |                     |                            |         |  |
| Miravalli 12’ Viole 55’                                                              | Marcatori           | 20’ Plini 22’, 52’ Fiorini |         |  |

| Arbitro: | Papandrea (Mestre) |

|              |           |              |
| Tardelli 15’ | Marcatori | 47’ Ulivieri |

| Arbitro: | Pastore (Potenza) |

|                          |           |                                        |
| Fiorini 41’ Tardelli 67’ | Marcatori | 29’ Astolfi 51’ Mariani 80’, 90’ Ulivi |

| Arbitro: | Crudele (Isernia) |

|              |           |  |
| Lattanzi 44’ | Marcatori |  |

| Arbitro: | Di Braida (Trento) |

|                                       |           |                           |
| Tardelli 5’ Fiorini 73’ (rig.), 90+2’ | Marcatori | 61’, 66’ Bianco 87’ Perri |

| Arbitro: | Pancrazio (Brescia) |

|                                     |           |                          |
| Morace 6’, 14’, 68’ Panico 41’, 65’ | Marcatori | 48’ Iacomini 52’ Fiorini |

| Arbitro: | Caviglia (Chiavari) |

|                                     |           |  |
| Plini 40’ Fiorini 69’ Ferrari 90+2’ | Marcatori |  |

| Arbitro: | Gamba (Asti) |

|                                                 |           |                                      |
| Tagliacarne 3’, 65’ Gazzoli 4’, 63’ Panzini 45’ | Marcatori | 51’ Tardelli 61’ (rig.), 83’ Fiorini |

| Arbitro: | Falso (Formia) |

|                     |           |              |
| Iozzelli 78’ (rig.) | Marcatori | 33’ Iannotta |

| Arbitro: | Arcadia (Catanzaro) |

|               |           |                    |
| De Felice 68’ | Marcatori | 21’ (rig.) Fiorini |

| Arbitro: | Boresta (Roma) |

|                            |           |                               |
| Fiorini 40’, 51’, 62’, 90’ | Marcatori | 12’ Quaresmini 28’ Ruggenenti |

| Arbitro: | Guaraldi (Finale Emilia) |

|  |           |             |
|  | Marcatori | 79’ Fiorini |

| Arbitro: | Rinaldi (Milano) |

|                     |           |                                                     |
| Iozzelli 30’ (rig.) | Marcatori | 1’, 2’, 37’ Costanzo 43’ Guarino 85’ (rig.) Revello |

### Supercoppa
| Arbitro: | Morello (Ragusa) |

|                                                  |           |             |
| Pasqui 75’, 111’ Morace 114’ Nannini 118’ (aut.) | Marcatori | 78’ Fiorini |

## Statistiche

### Statistiche di squadra
| Competizione | Punti | In casa | In casa | In casa | In casa | In casa | In casa | In trasferta | In trasferta | In trasferta | In trasferta | In trasferta | In trasferta | Totale | Totale | Totale | Totale | Totale | Totale | DR |
| Competizione | Punti | G       | V       | N       | P       | Gf      | Gs      | G            | V            | N            | P            | Gf           | Gs           | G      | V      | N      | P      | Gf     | Gs     | DR |
| ------------ | ----- | ------- | ------- | ------- | ------- | ------- | ------- | ------------ | ------------ | ------------ | ------------ | ------------ | ------------ | ------ | ------ | ------ | ------ | ------ | ------ | -- |
| Serie A      | 46    | 15      | 7       | 4       | 4       | 31      | 28      | 15           | 6            | 3            | 6            | 27           | 24           | 30     | 13     | 7      | 10     | 58     | 52     | +6 |
| Coppa Italia | -     | .       | .       | .       | .       | .       | .       | .            | .            | .            | .            | .            | .            | .      | .      | .      | .      | .      | .      | .  |
| Supercoppa   | -     | -       | -       | -       | -       | -       | -       | -            | -            | -            | -            | -            | -            | 1      | 0      | 0      | 1      | 1      | 4      | -3 |
| Totale       | -     | .       | .       | .       | .       | .       | .       | .            | .            | .            | .            | .            | .            | .      | .      | .      | .      | .      | .      | .  |

### Andamento in campionato
| Giornata  | 1 | 2 | 3 | 4 | 5 | 6 | 7 | 8 | 9 | 10 | 11 | 12 | 13 | 14 | 15 | 16 | 17 | 18 | 19 | 20 | 21 | 22 | 23 | 24 | 25 | 26 | 27 | 28 | 29 | 30 |
| --------- | - | - | - | - | - | - | - | - | - | -- | -- | -- | -- | -- | -- | -- | -- | -- | -- | -- | -- | -- | -- | -- | -- | -- | -- | -- | -- | -- |
| Luogo     | C | T | C | T | T | C | T | C | T | C  | T  | C  | T  | C  | T  | T  | C  | T  | C  | C  | T  | C  | T  | C  | T  | C  | T  | C  | T  | C  |
| Risultato | V | P | V | P | V | V | N | P | V | N  | N  | V  | V  | V  | P  | V  | P  | V  | N  | P  | P  | N  | P  | V  | P  | N  | N  | V  | V  | P  |
| Posizione |   | 6 |   |   | 6 |   |   |   |   |    | 6  | 6  | 4  | 4  | 4  | 5  | 5  | 5  | 4  | 5  | 5  | 5  | 7  | 5  | 5  | 5  | 6  | 6  | 6  | 6  |

Legenda:

Luogo: C = Casa; T = Trasferta. Risultato: V = Vittoria; N = Pareggio; P = Sconfitta.

### Statistiche delle giocatrici
| Giocatore      | Serie A  | Serie A | Serie A     | Serie A    | Coppa Italia | Coppa Italia | Coppa Italia | Coppa Italia | Totale   | Totale | Totale      | Totale     |
| Giocatore      | Presenze | Reti    | Ammonizioni | Espulsioni | Presenze     | Reti         | Ammonizioni  | Espulsioni   | Presenze | Reti   | Ammonizioni | Espulsioni |
| -------------- | -------- | ------- | ----------- | ---------- | ------------ | ------------ | ------------ | ------------ | -------- | ------ | ----------- | ---------- |
| F. Ascani      | ?        | ?       | ?           | ?          | ?            | ?            | ?            | ?            | ?        | ?      | ?           | ?          |
| T. Carta       | 29       | 0       | ?           | ?          | ?            | ?            | ?            | ?            | 29+      | 0+     | ?           | ?          |
| M. Colombino   | 22       | 2       | ?           | ?          | ?            | ?            | ?            | ?            | 22+      | 2+     | ?           | ?          |
| C. Di Costanzo | 17       | 1       | ?           | ?          | ?            | ?            | ?            | ?            | 17+      | 1+     | ?           | ?          |
| F. Ferrari     | 29       | 6       | ?           | ?          | ?            | ?            | ?            | ?            | 29+      | 6+     | ?           | ?          |
| S. Fiorini     | 26       | 30      | ?           | ?          | ?            | ?            | ?            | ?            | 26+      | 30+    | ?           | ?          |
| E. Forlucci    | 25       | ?       | ?           | ?          | ?            | ?            | ?            | ?            | 25+      | ?      | ?           | ?          |
| E. Iozzelli    | ?        | ?       | ?           | ?          | ?            | ?            | ?            | ?            | ?        | ?      | ?           | ?          |
| L. Lindura     | ?        | ?       | ?           | ?          | ?            | ?            | ?            | ?            | ?        | ?      | ?           | ?          |
| M. Mickaelles  | ?        | ?       | ?           | ?          | ?            | ?            | ?            | ?            | ?        | ?      | ?           | ?          |
| S. Nannini     | ?        | ?       | ?           | ?          | ?            | ?            | ?            | ?            | ?        | ?      | ?           | ?          |
| I. Pizzichi    | 23       | 4       | ?           | ?          | ?            | ?            | ?            | ?            | 23+      | 4+     | ?           | ?          |
| R. Plini       | ?        | ?       | ?           | ?          | ?            | ?            | ?            | ?            | ?        | ?      | ?           | ?          |
| F. Tognozzi    | 23       | 0       | ?           | ?          | ?            | ?            | ?            | ?            | 23+      | 0+     | ?           | ?          |